# RTL Group
RTL Group es la compañía de televisión, radio y productora más grande de Europa. Su accionista mayoritario es el conglomerado alemán Bertelsmann, que posee 57 televisoras y 31 emisoras de radio en 10 países. Opera canales de televisión y radioemisoras en Alemania, Francia, Bélgica, los Países Bajos, Luxemburgo, España, Hungría, India, Croacia, el sudeste asiático, y además varias productoras en los Estados Unidos, el Reino Unido y Australia.
RTL es una de las principales productoras de contenidos para televisión, tales como programas de concursos y novelas (en particular a través de su productora inglesa, FremantleMedia), incluyendo programas como The X Factor, Pop Idol, Good Times, Bad Times, The Price Is Right, Family Feud, The Bill, y además, bajo licencia de Mark Burnett Productions, la producción de versiones de sus programas fuera de los Estados Unidos, también distribuye todas las versiones internacionales de El Aprendiz y ¿Sabes más que un chico de Quinto Grado?.
RTL originalmente era llamada Radio Télévision Luxembourg (en francés) o Radio Television Luxemburg (en alemán). Por los idiomas del país de origen, Luxemburgo, le fue fácil extender sus servicios a sus países vecinos para más tarde convertirse en el conglomerado de medios más aclamado.

## Historia
RTL Group se fundó en 1931 como CLR o Compañía Luxemburguesa de Radiodifusión (Compagnie Luxembourgeoise de Radiodiffusion), la cual operaba Radio Luxembourg. En 1950 CLR fue una de las 23 radiodifusoras fundadoras de la Unión Europea de Radiodifusión (EBU). RTL Group sigue siendo miembro de la EBU bajo su antigua denominación: CLT Multi Media. En 1954 CLR pasó a denominarse CLT o Compañía Luxemburguesa de Teledifusión (Compagnie Luxembourgeoise de Télédiffusion), comenzando así sus transmisiones televisivas. En 1997 se fusiona con el estudio cinematográfico UFA Film-und Fernseh-GmbH (no confundir con la UFA antes de 1945) creándose la CLT-UFA. En 2000, vuelve a fusionarse (esta vez con Pearson TV) convirtiéndose en RTL Group, unión que le permite entrar al prestigioso mercado televisivo norteamericano.
Una de las principales razones del incipiente éxito de RTL, aparte de los méritos relacionados con la producción de programas propios, fue que Luxemburgo permitió televisoras y radiodifusoras comerciales mucho antes que otros países europeos. Esta flexibilidad permitió a RTL transmitir en otros países (tales como Reino Unido, Francia, Alemania y los Países Bajos) y en sus idiomas respectivos. Por ejemplo, muchos presentadores de radio británicos comenzaron sus carreras en Radio Luxembourg antes de emigrar a la BBC o a otras cadenas comerciales del Reino Unido.

## Estaciones de televisión
Las televisioras aquí listadas contienen acciones de RTL, las cuales están indicadas en paréntesis:
| - Francia M6 (48.55%) W9 (48.55%) 6ter (48.55%) M6 Boutique & Co (100%) M6 Music (100%) Paris Première (48.55%) Série Club (24.3%) Téva (100%) Girondins TV M6 HD (48.55%) W9 HD (48.55%) 6ter HD (48.55%) M6 Music HD (100%) Paris Première HD (48.55%) Série Club HD (24.3%) Téva HD (100%) - Alemania RTL Television (100%) RTL Zwei (35.9%) Super RTL (100%) RTL Nitro (100%) Vox (99.7%) n-tv (100%) RTL Passion (50%, TV paga) RTL Crime (100%, TV paga) RTL Living (100%, TV paga) Geo Television (100%) RTL UP (100%) - Hungría RTL (49%) RTL Kettő (49%) RTL Három (49%) Cool TV (49%) Film+ (49%) RTL Gold (49%) Muzsika TV (49%) Sorozat+ (49%) RTL Klub HD (49%) Cool TV HD (49%) Film+ HD (49%) - Luxemburgo RTL Télé Lëtzebuerg (100%) RTL Zwee (100%) - Países Bajos RTL Nederland (100%), que emite los canales RTL 4 RTL 5 RTL 7 RTL 8 RTL Z (TV pago) RTL Lounge (TV pago) RTL Crime (TV pago) RTL Telekids (TV pago) - España Atresmedia (18.65%), que posee los siguientes canales Antena 3 La Sexta Neox Nova Mega Atreseries - Sudeste asiático (en colaboración con CBS Corporation) RTL CBS Entertainment (50%) RTL CBS Extreme (50%) RTL CBS Entertainment HD (50%) RTL CBS Extreme HD (50%) - India BIG RTL Thrill |

Las pérdidas monetarias que generaba el canal satelital polaco RTL 7, hicieron que este fuese vendido en diciembre de 2001 al grupo ITI, dueños de TVN (Polonia), convirtiéndose en TVN 7.
El grupo de medios portugués Media Capital fue vendido a Prisa el 6 de febrero de 2007. Con esto, el 33% de acciones que poseía RTL en TVI fueron transferidas a Prisa.
Los medios asiáticos posteriormente fueron vendidos.

## Radioemisoras
Las radioemisoras aquí listadas contienen acciones de RTL, las cuales están indicadas en paréntesis:
| - Francia RTL (100%) RTL 2 (100%) Fun Radio (100%) - Alemania 104.6 RTL (100%) RTL Radio (100%) Antenne Bayern (16%) Radio Hamburg (29.17%) Radio NRW (16.96%) Radio 21 (17.3%) Big FM (7.74%) Radio Regenbogen (15.75%) Radio Dresden (31.9%) Radio Leipzig (31.9%) Radio Chemnitz (31.9%) Radio Lausitz (31.9%) Radio Zwickau (31.9%) Vogtland Radio (31.9%) Hit radio RTL (30.5%) Antenne Mecklenburg-Vorpommern (19.7%) Radio Brocken (53.5%) 89.0 RTL (53.5%) Antenne Thüringen (15%) Radio Ton (2%) BB Radio (¿?) 105'5 Spreeradio (33.8%) Radio Top 40 (¿?) Oldie 95 (4.78%) | Rock Antenne (16%) - Luxemburgo RTL Radio Lëtzebuerg (100%) RTL Radio (alemán) (100%) - Países Bajos aucun actividad radio - España Onda Cero (18.6%) Europa FM (18.6%) Melodía FM (18.6%) Anteriormente, el grupo RTL tenía acciones de las siguientes emisoras: - Rumania Romantic FM (~15%) News FM (~15%) Metropol FM (~15%) Radio Contact (1990-2003, ahora: Kiss FM) - Moldavia Radio Contact (1998-2003, ahora: Kiss FM, sucursal en Chisináu) - Bulgaria Radio Contact (1999-2002, ahora: Radio 1 (Bulgaria)) - España Fun Radio España (50%, ahora: Loca FM) - Bélgica Bel RTL (44,2%) Radio Contact (Bélgica) (44,2%) |

La desaparecida Atlantic 252, fue una radioemisora de onda larga operada en conjunto con RTL Group y la radiodifusora irlandesa RTÉ. Dejó de transmitir el 20 de diciembre de 2001.
El 33% de las acciones que RTL poseía en varias radioemisoras portuguesas del grupo Media Capital, tales como Rádio Comercial, Cidade FM, Best Rock FM y Rádio Clube, fueron transferidas a Prisa en febrero de 2007.